# EHH B2
EHH B2 – amerykański wojskowy sztuczny satelita zwiadu elektronicznego (monitorowania radarów naziemnych). Wystrzelony razem z satelitą wywiadowczym KH-7 19.

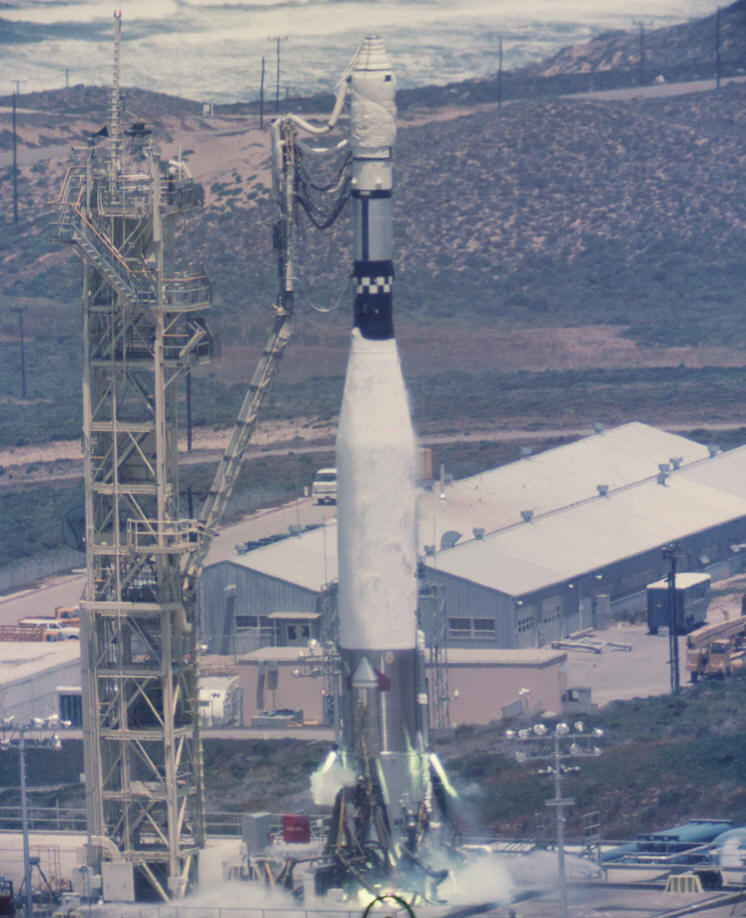
Start rakiety Atlas SLV-3 Agena D z satelitami EHH B2 i KH-7 19, 25 czerwca 1965.